# 바딤 크라스노셀스키
바딤 니콜라예비치 크라스노셀스키(러시아어: Вади́м Никола́евич Красносе́льский, 1970년 4월 14일 ~ )는 트란스니스트리아의 제3대 대통령이다. 이전에는 트란스니스트리아 최고평의회 의원, 최고 평의회 의장, 내무부 장관을 지냈다. 2021년 트란스니스트리아 대통령 선거에서 크라스노셀스키가 80% 이상 득표율로 재선에 성공하였다.

## 약력
- 1970년: 소련 러시아 SFSR 자바이칼스크주 출생
- 1978년: 몰도바 SSR 벤데리로 이주
- 2007년~2012년: 트란스니스트리아 내무부 장관
- 2015년~2016년: 트란스니스트리아 의회 의장
- 2016년~ : 트란스니스트리아 제3대 대통령